# Entre les murs (novel·la)
Entre les murs és una novel·la de François Bégaudeau publicada el 2006.
El llibre, és la tercera novel·la de François Bégaudeau, i ha estat premiat al "Prix France Culture/Télérama" i el reconeixement tant de la crítica com del públic, ja que s'han venut més de 170.000 exemplars. Constitueix el guió de la pel·lícula de Laurent Cantet del mateix nom, que ha obtingut la Palma d'or en el Festival de Canes del 2008.

## Argument
Aquesta novel·la vol donar a conèixer la realitat de la vida dins d'una classe d'institut anomenat Françoise Dolto en el districte número 20 de Paris. Un jove professor de lletres s'esforça à ensenyar als seus alumnes d'orígens diferents, un francès bastant diferent del que utilitzen els alumnes habitualment en el seu barri, entre ells. Testimoni de la separació entre la cultura de carrer de les classes marginals i les previsions acadèmiques, del mal funcionament d'una escola republicana que intenta reduir les desigualtats, malgrat això el text no és una constatació de fracàs, irradia una energia molt positiva d'aquesta confrontació, tanmateix a vegades enfrontament, en la veu, el cos, i la intel·ligència d'una joventut vital i mestissa.